# Élections législatives barbadiennes de 2022
Les élections législatives barbadiennes de 2022 ont lieu le 19 janvier 2022 à la Barbade afin de renouveler les 30 membres de l'Assemblée. 
Initialement prévu en 2023, le scrutin est convoqué de manière anticipée par la Première ministre Mia Mottley, moins d'un mois après le passage de la Barbade de la monarchie à la république.
Le scrutin donne lieu à une victoire écrasante pour le parti de Mia Mottley, le Parti travailliste remportant l'intégralité des sièges pour la seconde fois consécutive, un record dans le pays.

## Contexte

### Victoire du Parti travailliste en 2018

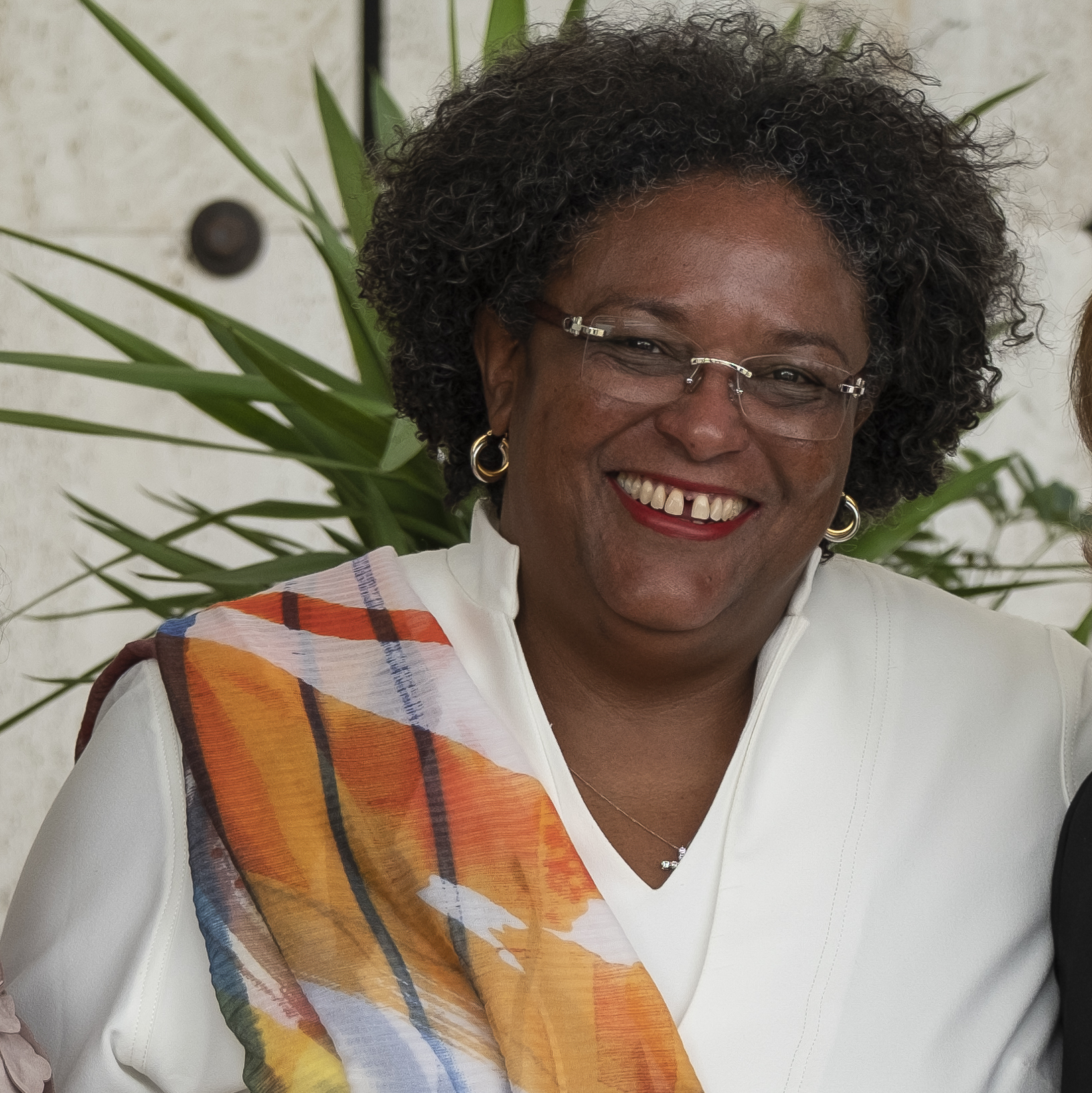
Mia Mottley.

Les élections législatives de mai 2018 donnent lieu à une alternance avec la victoire écrasante du Parti travailliste (BLP) sur le Parti travailliste démocrate (DLP) au pouvoir. Le BLP remporte ainsi l'intégralité des sièges, une première dans l'histoire politique de l'île. Le Parti travailliste démocrate au pouvoir perd ainsi toute représentation à la chambre basse. Le Premier ministre de la Barbade, Freundel Stuart, cède la place le 25 mai à Mia Mottley, qui devient la première femme à occuper cette fonction.
En l'absence de toute opposition, le député Joseph Atherley (es) quitte le BLP le 2 juin pour prendre la fonction officielle de chef de l'opposition. Il fonde dans la foulée le Parti populaire pour la démocratie et le développement (PdP),
Devant la défaite du DLP dont il assume la responsabilité, Stuart annonce son départ de la présidence du parti, qui devient effectif le 1er août 2018. Verla De Peiza remporte la primaire interne qui s'ensuit le lendemain en l'absence d'opposant, puis parvient à se maintenir deux ans plus tard lorsque sa direction est contestée par Guy Hewitt lors d'un nouveau vote,,. C'est alors la première fois que les deux principaux partis barbadiens sont tous deux dirigés par des femmes.

### Passage du pays à la république en 2021

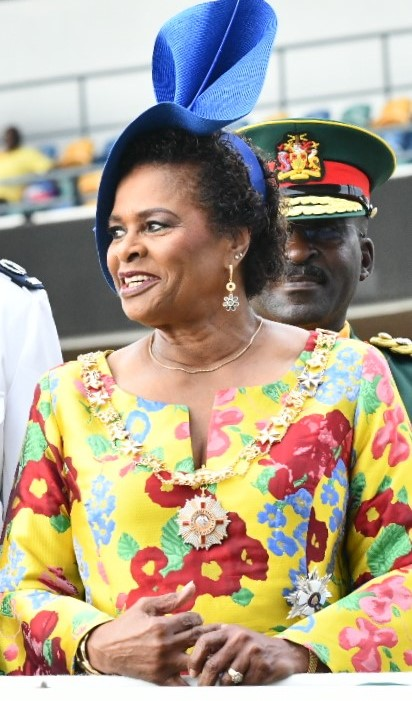
Sandra Mason.

La Barbade est jusqu'en 2021 un royaume du Commonwealth, un État pleinement indépendant ayant conservé la reine Élisabeth II comme chef de l'État symbolique et honorifique. Cette dernière est représentée par un gouverneur général nommé par elle sur proposition du gouvernement barbadien. Forte de son écrasante victoire aux élections législatives de 2018, le gouvernement de Mia Mottley entreprend courant 2020 de doter la Barbade d'une nouvelle Constitution et de passer à un système républicain,. Le 27 juillet 2021, la Première ministre annonce le remplacement à venir du poste de gouverneur général par celui de président de la Barbade, suivi le 20 octobre de la première élection présidentielle de l'histoire du pays, organisée au suffrage indirect. Soutenue par le gouvernement et l'opposition, Sandra Mason, jusque-là gouverneur général, est élue à la quasi-unanimité par le Parlement. Son entrée en fonction le 30 novembre 2021, jour de la fête nationale, coïncide avec le passage à un régime républicain et le 55e anniversaire de l'indépendance du pays,. La Barbade cesse d'être un royaume du Commonwealth, mais reste membre de l'organisation dirigée par Élisabeth II en tant que république du Commonwealth.
La forme parlementaire du régime politique étant conservée, le nouveau chef de l'État assume comme son prédécesseur des fonctions essentiellement honorifiques. Son élection par le Parlement est suivie d'une période de transition de douze à quinze mois, au cours de laquelle la Constitution sera revue chapitre par chapitre par un comité bipartisan afin de lui donner un caractère républicain,.
Moins d'un mois plus tard, le 27 décembre, Mia Mottley convoque des élections législatives anticipées pour le 19 janvier 2022. Anticipant une mise en difficulté croissante de son gouvernement du fait des conséquences de la pandémie de Covid-19 sur l'économie de l'île, fortement dépendante du tourisme, la Première ministre tenterait ainsi de renouveler sa majorité tant que sa popularité se maintient à un niveau élevé,,.

## Système électoral
L'Assemblée est la chambre basse du parlement bicaméral de la Barbade. Elle est composée de 30 députés élus pour cinq ans au scrutin majoritaire uninominal à un tour dans autant de circonscriptions uninominales.
Le pouvoir exécutif est exercé par le Premier ministre, chef du gouvernement, choisi par le Parlement.

## Résultats
|                           |                                            |                          |         |       |      |        |               |  |  |
| Partis                    | Partis                                     | Partis                   | Voix    | %     | +/-  | Sièges | +/-           |  |  |
|                           | Parti travailliste                         | BLP                      | 78 719  | 69,03 | 4,44 | 30     | en stagnation |  |  |
|                           | Parti travailliste démocrate               | DLP                      | 30 273  | 26,55 | 3,91 | 0      | en stagnation |  |  |
|                           | Parti de l'alliance pour le progrès        | APP                      | 3 205   | 2,81  | 1,57 | 0      | en stagnation |  |  |
|                           | Solutions Barbade                          | SB                       | 699     | 0,61  | 1,84 | 0      | en stagnation |  |  |
|                           | Parti bajan libre                          | BFP                      | 191     | 0,17  | 0,10 | 0      | en stagnation |  |  |
|                           | Nouvelle alliance du royaume de la Barbade | NBKA                     | 122     | 0,11  | Nv   | 0      | en stagnation |  |  |
|                           | Parti de la souveraineté de la Barbade     | BSP                      | 120     | 0,11  | Nv   | 0      | en stagnation |  |  |
|                           | Indépendants                               | Ind                      | 706     | 0,62  | 0,04 | 0      | en stagnation |  |  |
|                           |                                            |                          |         |       |      |        |               |  |  |
| Suffrages exprimés        | Suffrages exprimés                         | Suffrages exprimés       | 114 035 |       |      |        |               |  |  |
| Votes blancs et invalides |                                            |                          |         |       |      |        |               |  |  |
| Total                     | Total                                      | Total                    |         | 100   | -    | 30     | en stagnation |  |  |
| Abstentions               |                                            |                          |         |       |      |        |               |  |  |
| Inscrits / participation  | Inscrits / participation                   | Inscrits / participation | 266 330 |       |      |        |               |  |  |

## Analyse et conséquences

Parti arrivé en tête par circonscription.

Le Parti travailliste l'emporte à nouveau dans la totalité des circonscriptions, dans ce qui est perçu comme un « raz de marée électoral ». C'est la première fois qu'un parti barbadien remporte deux fois de suite la totalité des sièges à pourvoir,. 
Considéré comme le principal parti d'opposition au gouvernement, le Parti travailliste démocrate échoue à reconquérir le moindre siège, conduisant sa dirigeante Verla De Peiza à reconnaître sa défaite au lendemain du scrutin, avant d'annoncer sa démission de la présidence du parti,. Le chef de l'opposition officielle Joseph Atherley ne parvient pas non plus à s'imposer, le Parti de l'alliance pour le progrès — issu de la fusion de son Parti populaire pour la démocratie et le développement avec le Parti progressiste uni — échouant à obtenir des sièges. Ancien député travailliste, Atherley est lui même battu dans sa circonscription par le nouveau candidat du parti.
La Première ministre Mia Mottley bénéficie ainsi d'un mandat renouvelé, largement conforté dans les urnes. La population n'aurait ainsi pas tenu responsable le gouvernement pour la situation du secteur touristique, ni exprimé de désaveu vis-à-vis de l'abandon de la monarchie. Dans son discours de victoire, Mia Mottley promet de mettre à profit sa victoire pour « mener le pays à la sécurité sanitaire, puis à la prospérité »,. Elle prête serment pour un second mandat de Première ministre le 20 janvier à la State House.

## Suites
Le 12 février 2024, le député Ralph Thorne (en) quitte le Parti travailliste pour devenir membre indépendant avant de rejoindre le Parti travailliste démocrate et ainsi prendre la fonction de chef de l'opposition.